# Valentín Gómez Farías
José María Valentín Gómez Farías (Guadalajara, Nueva Galicia; 14 de febrero de 1781 - Ciudad de México, 5 de julio de 1858) fue un médico y político mexicano que se desempeñó como presidente de México en cinco ocasiones.
Estudió medicina en la Universidad de Guadalajara. Ejerció su profesión en la ciudad de Aguascalientes, allí fue elegido como regidor. Tras la caída del imperio, se destacó en los debates y redacción de la Constitución de 1824 como un fuerte liberal y defensor del federalismo. Fue senador por Jalisco entre 1825 y 1830, además fue el primer presidente de esa cámara.
Es la única persona en la historia de México que ha participado en la elaboración de dos constituciones federales. En 1868 fue declarado «Benemérito de la Patria», y sus restos fueron trasladados a la Rotonda de las Personas Ilustres años después. También es igualmente conocido como el «Patriarca de la Democracia» y el «Patriarca de la Reforma».

## Primeros años
Nació el 14 de febrero de 1781 en la ciudad de Guadalajara. Fue hijo del próspero comerciante José Antonio Lugardo Gómez de la Vara y de María Josefa Martínez de Villavicencio, ambos criollos de Guadalajara.
En 1800 entró a estudiar al Seminario de Guadalajara, institución que se caracterizaba en esa época, como otras de su tipo, por la presencia de ideas de liberalismo político entre los profesores, por influencia de la entonces reciente Revolución Francesa. Más tarde estudió medicina en la Universidad de Guadalajara, graduándose en 1807 y luego fungiendo como profesor. Después ejerció su profesión en Aguascalientes. En 1812, cuando ocupaba la regencia del ayuntamiento de esa ciudad, fue elegido diputado para las Cortes de Cádiz,[cita requerida] y en 1821 se adhirió al Plan de Iguala. Siendo diputado por Zacatecas en el primer Congreso Constituyente, fue uno de los 46 legisladores que firmó la proposición para que Agustín de Iturbide fuera elegido emperador, siendo uno de los más significados oradores a favor de esa causa; pero cuando Iturbide, ya coronado, disolvió al Congreso, se convirtió en su opositor y apoyó al Plan de Casa Mata de Antonio López de Santa Anna, que dio cauce a la instauración de la República. Más tarde, participó activamente en la campaña presidencial de Guadalupe Victoria.
Gómez Farías, un liberal radical para su época, estaba convencido de que el progreso de México era obstaculizado por dos grandes instituciones, heredadas del pasado colonial: el clero y el ejército. Y se dedicó a luchar contra ellas.

## Carrera política
Fue senador de Jalisco de 1825 a 1830, después secretario de Hacienda durante el gobierno de Manuel Gómez Pedraza, del 2 de febrero al 31 de marzo de 1833, siendo luego elegido vicepresidente, como tal sustituyó a Santa Anna en la Presidencia de la República en cuatro ocasiones: del 1 de abril al 16 de mayo; del 3 al 18 de junio, y del 5 de julio al 27 de octubre; la cuarta fue del 16 de diciembre al 24 de abril de 1834. Durante estos interinatos enfrentó conflictos con el clero y los centralistas conservadores, así como una epidemia de cólera que causó decenas de miles de muertos. Mientras tanto, una convención de colonos en Texas redactó peticiones al gobierno mexicano para abolir la prohibición de entrada de angloamericanos al territorio, títulos para los ilegales y la separación de Texas de Coahuila. En enero de 1833, Stephen F. Austin viajó a la Ciudad de México para realizar la solicitud de los colonos texanos; al no ser atendido, redactó una carta al gobierno de Coahuila y Texas, y este a Gómez Farías, quien furioso, lo mandó aprehender. Cuando Santa Anna tomó de nueva cuenta la presidencia liberó a Austin, aunque permaneció arraigado hasta mediados de 1835 en la capital.

## La primera reforma liberal
En el transcurso de un año, alternando en la presidencia de la república con Santa Anna, entre abril de 1833 y 1834 promovió una serie de leyes, conocidas en conjunto como la Primera Reforma, cuyo objetivo principal fue destruir la base jurídica de la supremacía eclesiástica en los asuntos civiles.
En lo económico, los bienes de los duques de Monteleone, descendientes de Hernán Cortés pasaron a poder de la nación y se destinaron a las tareas educativas; se secularizaron las misiones de California y se confiscaron las posesiones de los misioneros filipinos. Con respecto a la Iglesia, se prohibió al clero tratar asuntos políticos y vender los bienes que se encontraran en su poder y no tenían alguna utilidad pública beneficiosa o renta económica; los diezmos pasaron a ser voluntarios; desapareció la obligatoriedad civil de los votos eclesiásticos; se suprimieron las sacristías mayores; los edificios jesuitas fueron cedidos a los estados de la Federación, y se ordenó la secularización de todas las misiones de la República; se pusieron en subasta los bienes que detentaban los misioneros de San Camilo, y fue suprimida la censura de prensa en materia religiosa. En cuestiones militares se ordenó la destitución de los jefes que se pronunciaran contra las instituciones federales; se ordenó la reducción del ejército y se fomentó la formación de milicias cívicas en los estados de la República. La pena de muerte por delitos políticos quedó abolida. 
En el ámbito educativo, se creó la Dirección General de Instrucción Pública para el Distrito Federal y Territorios de la Federación, la cual quedaba encargada de regir la educación y administrar las rentas destinadas a este objeto, así como custodiar los monumentos históricos y antigüedades, abrir nuevas escuelas públicas, impulsar el sistema lancasteriano de enseñanza y vigilar el funcionamiento de los colegios a cargo de particulares; fueron cerrados el Colegio de Santa María de Todos los Santos y la Real y Pontificia Universidad de México; se decretó el establecimiento de una biblioteca nacional y la apertura de seis centros especializados de educación superior; se ordenó al representante de México ante el Papa que pidiera la disminución de los días festivos, y el Congreso resolvió que el Patronato, institución que durante siglos había dado a la Corona española la atribución de nombrar curas, obispos y arzobispos, era un derecho de la nación. Además, juzgó a los organizadores del asesinato de Vicente Guerrero, la mayoría de ellos ministros de Anastasio Bustamante.
Estas disposiciones, de orientación liberal, indignaron al clero, los conservadores y los militares, quienes exigieron el regreso de Santa Anna (en ese momento se había retirado de la Presidencia, afirmando que estaba enfermo) y este, mediante una asonada, provocó la disolución del Congreso y exilió al vicepresidente, además de derogar sus leyes.
En 1838 Gómez Farías volvió al país, y dos años después se unió al levantamiento del general José de Urrea, cuya derrota lo obligó a exiliarse de nuevo. Regresó en 1845, y en diciembre del año siguiente, en medio de la intervención estadounidense en México, el Congreso lo designó una vez más como vicepresidente. De nuevo bajo tal condición asumió el poder (su quinto interinato) porque Santa Anna partió para hacerse cargo del mando de las tropas mexicanas. Su principal acción de gobierno fue derogar las Siete Leyes centralistas, expedidas en 1836, y restaurar la Constitución de 1824. De esta forma el país regresó de forma efímera al sistema federalista. Más tarde, apremiado por abastecer de recursos a las milicias que peleaban en el norte del país, pretendió financiar la guerra con los bienes de la Iglesia, lo que provocó en la Ciudad de México un motín (alentado por el clero) conocido como Rebelión de los Polkos. Santa Anna, quien acababa de dirigir al ejército mexicano en la batalla de Buena Vista, regresó precipitadamente y lo destituyó el 21 de marzo de 1847.
Posteriormente, ya como diputado, se opuso al Tratado de Guadalupe Hidalgo, pactado con los invasores tras la guerra con Estados Unidos.

## Últimos años

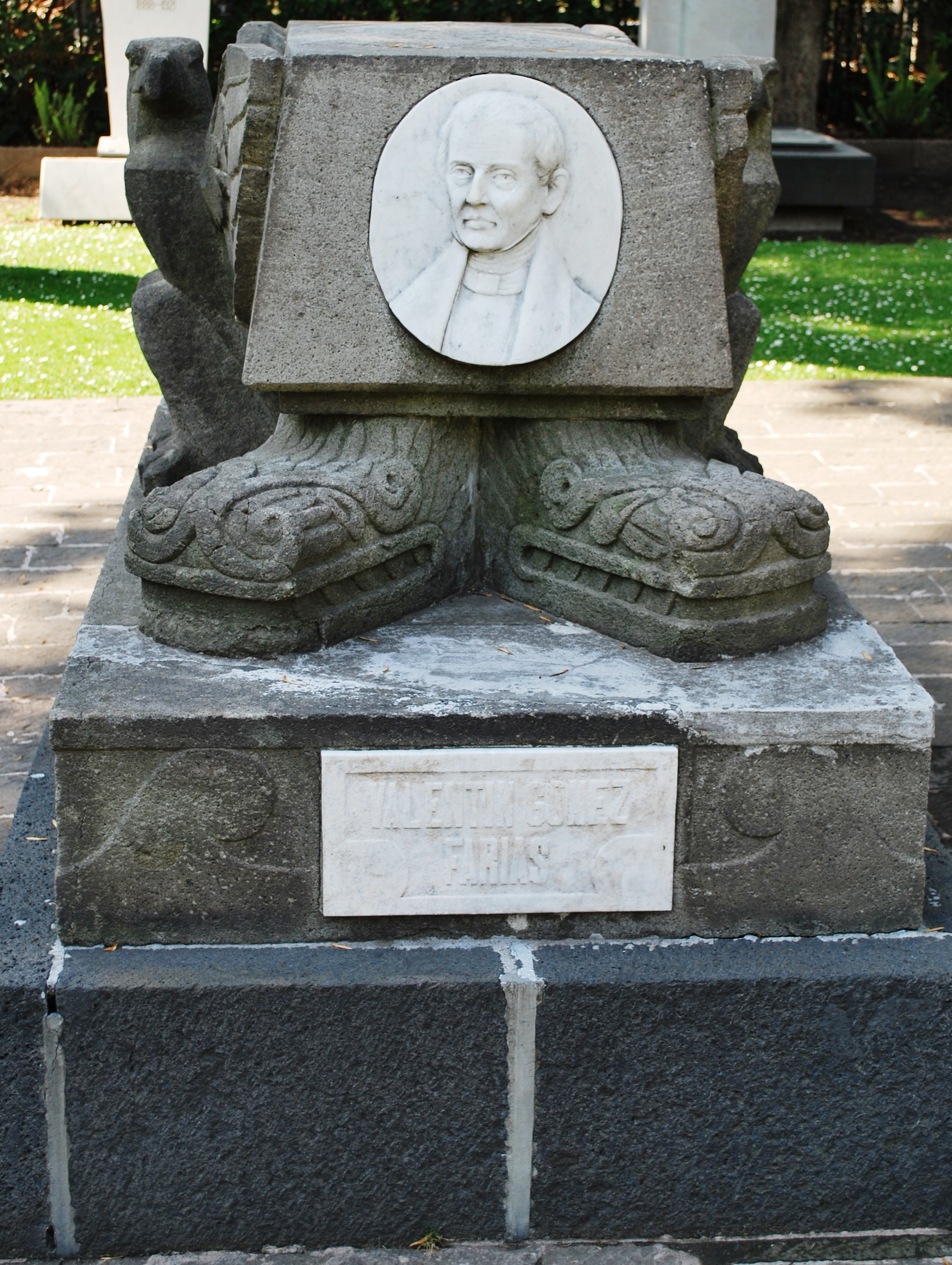
Sepulcro de Valentín Gómez Farías en la Rotonda de las Personas Ilustres.

En 1852 fue derrotado en la contienda por la Presidencia de la República. En 1853 Santa Anna volvió al poder e instauró la dictadura. En 1855, Gómez Farías fue designado presidente de la Junta de Representantes del Plan de Ayutla, mediante la cual se pudo derrocar al régimen santannista. En 1856 fue elegido diputado por Jalisco, y más tarde presidente del Congreso Nacional Constituyente. Este cuerpo legislativo trabajó en la elaboración de una nueva Carta Magna, la cual fue presentada el 5 de febrero de 1857.
Ese día vio con gran satisfacción que su trabajo, sus exilios y fatigas no habían sido en vano. Así, como líder del Congreso, promulgó la Constitución Federal de los Estados Unidos Mexicanos de 1857. Presidió el acto jurando fidelidad al documento y fue el primero en firmarlo; acto seguido, 100 diputados prestaron juramento y depositaron el volumen en las manos del presidente Ignacio Comonfort.
Gómez Farías murió el 5 de julio de 1858. Al fallecer, la Iglesia le negó sepultura y su cuerpo tuvo que ser enterrado en la huerta de la casa de su hija en Mixcoac. Las pugnas entre conservadores y liberales continuaron por la presentación del Plan de Tacubaya de los conservadores, que desencadenó la Guerra de Reforma. No sobrevivió para ver en 1867 el triunfo y restauración de la república. En julio de 1933, sus restos fueron trasladados a la Rotonda de las Personas Ilustres.